# Antiporno
Antiporno (アンチポルノ?, Anchiporuno) è un film del 2016 scritto e diretto da Sion Sono.
Il film è un revival del sottogenere erotico giapponese dei Roman Porno (abbreviazione di romantic pornography).
È stato presentato nella sezione After Hours del 34° Torino Film Festival.

## Trama
Si assiste al confronto tra la giovane insensibile artista Kyoko e la sua timida e pacata segretaria Noriko, quest'ultima vittima di angherie e umiliazioni da parte della sua principale. Ma in realtà, siamo sul set di un film con due attrici a confronto, dai caratteri però diametralmente opposti a quelli dei loro personaggi. Queste differenze daranno vita a litigi e soprusi anche fuori dal set, ma stavolta a parti invertite.

## Produzione
La casa di produzione Nikkatsu commissionò ad alcuni registi la realizzazione di film erotici che celebrassero un sottogenere dei Pinku Eiga noto come Roman Porno. Molto in voga negli anni '70, esso permise a diverse case cinematografiche giapponesi, tra cui la Nikkatsu, di sopravvivere alla crisi del cinema nipponico. Tra i registi che hanno aderito al progetto, figurano, oltre a Sono, Hideo Nakata, Akihiko Shiota, Kazuya Shiraishi e Isao Yukisada.